# 1-й Украинский корпус
1-й Украинский корпус (1 У.к., укр. 1-й український корпус) — украинизированное общевойсковое воинское формирование, созданное в ходе «демократизации» армии в России в августе 1917 года на базе 34-го армейского корпуса генерал-лейтенанта П. П. Скоропадского. После Октябрьской революции 1-й Украинский корпус вошёл в состав армии УНР, в январе 1918 года прекратил существование.

## Предыстория
22 января 1917 года генерал-лейтенант П. П. Скоропадский был назначен Всероссийским императором командиром 34-го армейского корпуса.
После общей неудачи июньского (1917) наступления Русской армии и Тернопольского прорыва австро-германских войск командующий 8-й армией генерал Л. Г. Корнилов, сумевший в сложнейшей ситуации удержать фронт, был назначен главнокомандующим армиями Юго-Западного фронта и вечером того же дня направил Временному правительству телеграмму с описанием положения на фронте («Армия обезумевших тёмных людей… бежит…») и своими предложениями по исправлению положения (введение смертной казни и полевых судов на фронте). Уже через две недели он занял высший пост — был назначен Верховным главнокомандующим. Прежде чем принять эту должность, он оговорил условия, на которых он согласится сделать это, — одним из таких условий была реализация программы реорганизации армии. Для восстановления дисциплины по требованию генерала Корнилова Временное правительство вернуло смертную казнь в армии. Решительными и суровыми методами, с применением в исключительных случаях расстрелов дезертиров, генерал Корнилов вернул армии боеспособность и восстановил фронт.
Одной из мер, которые, по мнению Корнилова, могли радикально повысить боеспособность войск, было создание крупных национальных воинских формирований — в первую очередь, украинских: по мысли Корнилова, именно украинцы, непосредственно защищавшие свою родную землю, проявляли наибольшую стойкость и дисциплину в бою. В августе 1917 года по предложению Л. Г. Корнилова Скоропадский приступил к «украинизации» своего корпуса (104-й и 153-й пехотных дивизий). Для переформирования корпус был переведён в район Меджибожа.
«Украинизация» заключалась в том, что русских солдат и офицеров 34-го АК переводили в 41-й АК, а на их место принимали из других частей фронта солдат и офицеров — украинцев; в полках, наряду с общероссийской, вводились национальная символика и украинский язык.
Предполагалось, что 1-й Украинский корпус в составе 8 полков, объединённых в две дивизии, будет иметь общую численность 60 тысяч бойцов.

## История
Датой создания 1-го Украинского корпуса в ряде источников называется 2 июля 1917 года, хотя фактически украинизация началась лишь в августе и завершилась в конце сентября.

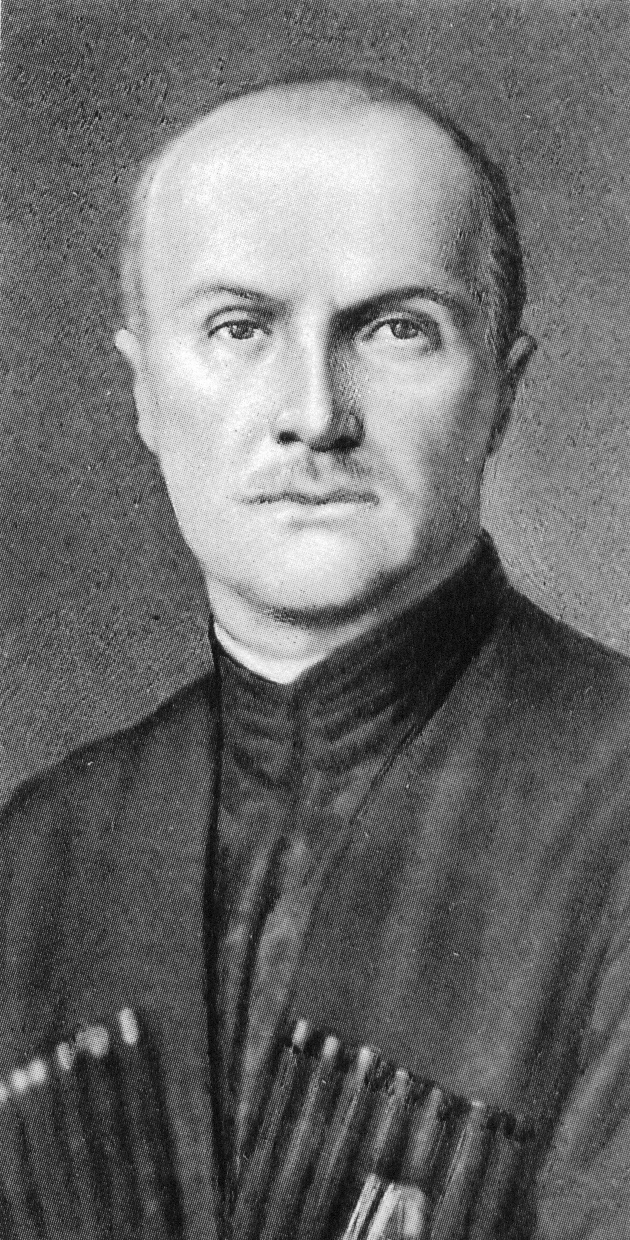
Павел Скоропадский

В ноябре-декабре корпус реализовал разработанный начальником штаба корпуса генералом Я. В. Сафоновым план нейтрализации «большевизированных» воинских частей 2-го гвардейского корпуса, оставивших фронт и наступавших на Киев. Части корпуса заняли стратегически важные железнодорожные станции — Винницу, Жмеринку, Казатин, Бердичев, Белую Церковь и Фастов — и перекрыли большевикам путь на Киев с юга. «Красные» эшелоны перехватывались, разоружались и отправлялись в Советскую Россию.
Однако руководство Центральной рады и УНР продолжало относиться к Скоропадскому с предубеждением, рассматривая его как будущего соперника в борьбе за власть или не веря в то, что аристократ и один из самых состоятельных людей бывшей империи может искренне защищать интересы УНР. Обострению отношений с Центральной радой способствовала также растущая популярность Скоропадского, которого 6 октября 1917 г. на Всеукраинском съезде свободного казачества в Чигирине избрали Генеральным атаманом. Это было проявлением особого доверия и уважения, свидетельствовало о большом авторитете в массах.
После отстранения Симона Петлюры с поста генерального секретаря военных дел и назначения на его место Николая Порша отношения Скоропадского с лидерами УЦР испортились окончательно. Боевой генерал, отмеченный высшими военными наградами, не мог понять, почему актуальные проблемы организации армии решает человек, никогда не имевший к ней никакого отношения.
Все старания Скоропадского доказать необходимость существования украинской регулярной армии оказались напрасными. Корпус накануне зимы оказался без продовольствия, зимней одежды и обуви. Подобное отношение деморализовало бойцов, и они начали расходиться по домам. Испытывая постоянное давление со стороны руководства Центральной рады, генерал Скоропадский ради спасения корпуса в канун 1918 года вынужден был подать в отставку с должности атамана — главнокомандующего войсками Центральной рады. Одновременно он оставил и должность командира 1-го Украинского корпуса. С уходом Скоропадского с должности главнокомандующего украинская армия практически развалилась.
Формально 1-й Украинский корпус до конца 1917 года входил в состав 7-й армии Юго-Западного фронта, хотя и сам фронт, и армия как единые структуры фактически уже не существовали.
После отставки генерала Скоропадского корпус фактически возглавил генерал Я. Г. Гандзюк, начальник 1-й Украинской дивизии.
3 (16) января 1918 года Центральной радой был издан временный «Закон об образовании украинского народного войска», согласно которому украинизированные полки регулярной армии надлежало распустить, заменив их народной милицией. 4 (17) января Николай Порш отдал распоряжение о полной демобилизации армии, которое окончательно дезориентировало и деморализовало украинизированные части.
В январе 1918 года корпус был раздроблён на части и расквартирован в Белой Церкви, Бердичеве, Фастове и Виннице для поддержания там порядка и защиты местного населения от дезертиров и местных банд. Прикрывая Киев с юга, корпус не располагал достаточными силами для того, чтобы эффективно противостоять наступлению на Киев большевистских войск Михаила Муравьёва, развернувшемуся в январе 1918 года. 27 января (9 февраля) Киев был взят советскими войсками, а накануне, в ночь с 25 на 26 января (7-8 февраля), украинское правительство и остатки войск УНР ушли из Киева по Житомирскому шоссе. В один из последних дней обороны Киева генерал Гандзюк с начальником штаба генералом Сафоновым выехал из штаба корпуса на совещание в Киев, не предполагая о столь резкой смене обстановки. На одной из застав советских войск они были схвачены и отправлены на допрос к главкому Муравьёву. Отказавшись принять его предложение перейти на службу Советской России, 27 января (9 февраля) оба генерала были расстреляны.
Оставшись без командования, части корпуса в обстановке всеобщей анархии также утратили дисциплину, и к середине февраля началось повальное дезертирство. В феврале 1918 года корпус был демобилизован. Небольшая его часть во главе с полковником Никоновым уже после прихода немцев вступила в армию Украинской державы гетмана Скоропадского.

## Состав
В состав 1-го Украинского корпуса входили 8 пехотных и два артиллерийских полка и другие формирования.
- 1-я дивизия (командир генерал-майор Яков Гандзюк, начальник штаба полковник Николай Капустянский);
  - 1-й Киевский полк имени Богдана Хмельницкого (командир – полковник Маевский),
  - 2-й Стародубский полк имени гетмана Скоропадского (полковник Д. Масалитинов),
  - 3-й Полтавский полк имени гетмана Сагайдачного (полковник Н. Никонов),
  - 4-й Черниговский полк имени гетмана Полуботка (полковник И. Пороховский),
- 2-я дивизия (командир генерал-майор В. Клименко, начштаба генерал-майор П. Крамаренко).

## Командование (период)

### Командир
- П. П. Скоропадский (2.07 — 29.12.1917)[2];
- Я. Г. Гандзюк (29.12.1917 — 27.01.1918).

### Начальник штаба
- Я. В. Сафонов, генерал-майор.